# Denkaosan Kaovichit
Denkaosan Kaovichit est un boxeur thaïlandais né le 23 août 1976 à Samui.

## Carrière
Après une première tentative infructueuse contre Eric Morel le 12 octobre 2002, il devient champion du monde des poids mouches WBA à Hiroshima le 31 décembre 2008 en battant par KO dans la 2e reprise le japonais Takefumi Sakata. Ce combat est en fait le combat revanche de celui organisé le 4 novembre 2007 et qui s'était terminé par un match nul.
Kaovichit conserve sa ceinture le 26 mai 2009 en battant aux points par décision partagée Hiroyuki Hisataka et le 6 octobre 2009 de nouveau aux points face au japonais Daiki Kameda. Ce dernier parvient néanmoins à détrôner le thaïlandais lors du second combat organisé le 7 février 2010 à Kōbe en l'emportant à l'unanimité des juges au terme des 12 reprises.